# Krystał Chersoń
Krystał Chersoń (ukr. Футбольний клуб «Кристал» Херсон, Futbolnyj Kłub „Krystał” Cherson) – ukraiński klub piłkarski z siedzibą w mieście Chersoń. Założony w roku 1961 jako Majak Chersoń.
Obecnie występuje w rozgrywkach ukraińskiej Druhiej-lihi.

## Historia
Chronologia nazw: 
- 1961: Majak Chersoń (ukr. «Маяк» Херсон)
- 1963: Budiwelnyk Chersoń (ukr. «Будівельник» Херсон)
- 1965: Łokomotyw Chersoń (ukr. «Локомотив» Херсон)
- 1976: Krystał Chersoń (ukr. «Кристал» Херсон)
- 1992: Tawrija Chersoń (ukr. «Таврія» Херсон)
- 1995: Wodnyk Chersoń (ukr. «Водник» Херсон)
- 1996: Krystał Chersoń (ukr. «Кристал» Херсон)
- 2000: SK Chersoń (ukr. СК «Херсон»)
- 2003: Krystał Chersoń (ukr. «Кристал» Херсон)
- 2022: klub rozwiązano

Drużyna piłkarska Majak została założona w Chersoniu w 1961 roku i reprezentowała pracowników miejscowego zakładu półprzewodników. Pierwsze drużyny piłkarskie w Chersoniu powstały na początku XX wieku. Pionierem stał się Chersoński Klub Sportowy. W 1908 roku pojawił się zespół robotniczy „Wełzewuł” i szereg bezimiennych dzikich zespołów. Drużyna klubu sportowego nie brała udziału w oficjalnych zawodach, organizowała jedynie rozgrywki piłkarskie z marynarzami zagranicznych statków. W 1913 roku reprezentacja miasta wzięła udział w mistrzostwach południa Rosji, gdzie przegrała tylko z przyszłymi zwycięzcami – reprezentacją Odessy.
Dalszy rozwój piłki nożnej w obwodzie chersońskim uniemożliwiła I wojna światowa. I dopiero po ustanowieniu władzy sowieckiej nastąpiło jej odrodzenie. Pionierami radzieckiej piłki nożnej zostały kluby: "III Komintern", "Sokoł", "Wołna". W 1924 roku została utworzona sekcja piłkarska Wodnyk Chersoń, która w tym że roku zdobyła pierwsze mistrzostwo miasta. Po II wojnie światowej miasto reprezentował klub Spartak Chersoń.
W 1961 roku klub zastąpił chersoński Spartak w Klasie B Mistrzostw ZSRR. W 1963 zmienił nazwę na Budiwelnyk, a 2 lata później na Łokomotyw, w związku z przekazaniem klubu do finansowania przez Ministerstwo Kolei ZSRR. Ochotnicze Towarzystwo Sportowe Łokomotyw reprezentowała związki zawodowe pracowników kolei. W 1965 roku klub odniósł swój największy sukces, kiedy dotarł do 1/16 finału Pucharu ZSRR i przegrał jedynie ze Dynamem z Mińska.
W 1976 roku Odeska Kolej odmówiła finansowania klubowi i klub otrzymał nowego sponsora (zakład półprzewodników) oraz nazwę Krystał . Do 1991 drużyna brała udział w rozrywkach piłkarskich byłego ZSRR oraz Ukraińskiej SRR.
Jedynie pierwszy sezon 1992 rozgrywek w niezależnej Ukrainie klub pod nazwą Tawrija występował w Pierwszej Lidze. Następnie startował tylko w Drugiej Lidze. W 1995 klub nazywał się Wodnyk, a od 1996 ponownie Krystał. Od 2000 do 2003 nazwa klubu brzmiała SK Chersoń, po czym została przywrócona nazwa Krystał.
W sezonie 2005/06 zespół zajął 13 miejsce w Drugiej Lidze, ale nie przystąpił do rozgrywek w następnym sezonie. Klub został pozbawiony statusu klubu profesjonalnego w 2006.
Jako drużyna amatorska nadal występowała w rozgrywkach Mistrzostw i Pucharu obwodu chersońskiego.
4 lipca 2011 otrzymał status klubu profesjonalnego i 23 lipca 2011 roku po dłuższej przerwie ponownie startował w Drugiej Lidze.
30 marca 2017 zrezygnował z dalszych występów w Drugiej Lidze. W pozostałych meczach sezonu zaliczono porażki 0:3.
W czerwcu 2018 roku klub ponownie zgłosił się do rozgrywek w Drugiej Lidze i otrzymał status profesjonalny.

## Sukcesy
- 10 miejsce w Pierwszej Lidze (1 x):

1992

## Trenerzy
- 1946:  Wołodymyr Telak
- 1947–1948:  Petro Puzyrewski
- 1949–1952:  Mykoła Zaworotny

...
- 1958–1959:  Karło Sabo
- 10.1960–1961:  Sierafim Chołodkow

...
- 1963:  Mykoła Holakow

...
- 1965:  Mykoła Holakow
- 1966–1970:  Anatolij Łukjanenko
- 1971:  Dmitrij Smirnow
- 1972–1973:  Wadim Kiriczenko
- 1974:  Matwij Czerkaski
- 1975:  Ołeh Blinow
- 12.1975–02.1976:  Wałerij Słatenko (p.o.)
- 03.1976–1976:  Jewhen Łemeszko
- 1977–1979:  Wiktor Łukaszenko
- 1979–08.1980:  Wałerij Słatenko
- 09.1980–06.1982:  Ołeksandr Hułewski
- 07.1982–1984:  Wiktor Zubkow
- 1985–07.1986:  Jewhen Polakow
- 07.1986–1987:  Ołeksandr Czernenko
- 1988:  Pawieł Sadyrin
- 1989–09.1989:  Wołodymyr Bułhakow
- 09.1989–12.1989:  ...
- 01.1990–06.1990:  Anatolij Bajdaczny
- 07.1990–12.1990:  Mykoła Pawłow
- 01.1991–06.1991:  Anatolij Bajdaczny
- 06.1991–12.1991:  Wałentyn Starcew
- 01.1992–04.1992:  Ihor Hamuła
- 05.1992–06.1992:  Łeonid Hajdarży (p.o.)
- 07.1992–12.1992:  Anatolij Łebid´
- 03.1993–04.1993:  Wiktor Masłow
- 04.1993–07.1993:  Ołeksandr Sapelniak
- 08.1993–09.1993:  Iwan Bałan
- 10.1993–06.1994:  Anatolij Łebid´
- 08.1994–07.1995:  Mykoła Fedorenko
- 08.1995–11.1999:  Serhij Szewczenko
- 03.2000–10.2003:  Ihor Małyszew
- 10.2003–04.2004:  Mychajło Ołefirenko
- 04.2004:  Kostiantyn Poliszczuk (p.o.)
- 04.2004–07.2005:  Serhij Puczkow
- 08.2005–09.2005:  Kostiantyn Poliszczuk (p.o.)
- 10.2005–06.2006:  Jurij Martynow
- 06.2006:  Władimir Lebied´
- 07.2006–12.2007:  Ihor Niczenko

...
- 08.2009–2010:  Jurij Martynow
- 2010–06.2011:  Witalij Terłecki
- 07.2011–08.2012:  Rusłan Nowikow
- 08.2012–10.2012:  Ołeksij Kruczer
- 11.2012–03.2013:  Dennis Lukens
- 03.2013–31.10.2016:  Serhij Szewcow
- 03.11.2016–04.2017:  Ołeksij Jakymenko
- 04.2017–14.09.2018:  Ołeksandr Owczynnikow (p.o.)
- 14.09.2018–25.04.2019:  Serhij Szewcow
- 26.04.2019–28.06.2019:  Andrij Kononenko
- 28.06.2019–...:  Serhij Szewcow